# Aklavik
Aklavik är en plats i Northwest Territories i Kanada. Fram till 1961 var den administrativt center för den territoriella regeringen.
Utanför Aklavik ligger Aklavik/Freddie Carmichael Airport.